# 허큘리스자리 14 b
허큘리스자리 14 b는 허큘리스자리 방향으로 지구로부터 약 59광년 떨어진 곳에 있는 외계 행성이다. 어머니 항성 허큘리스자리 14는 분광형 K의 주계열성이다. 최소 질량은 목성의 약 4.64배로 슈퍼목성의 반열에 들어간다. 1998년 7월 6일 제네바 외계 행성 탐사팀이 발견 사실을 공식적으로 발표했다. 발견 당시 이 행성의 공전 주기는 그 때까지 발견되었던 외계 행성들 중 가장 길었다.
다른 많은 외계 행성들처럼 허큘리스자리 14 b 역시 도플러 분광법을 이용하여 발견된 천체이다. 도플러 분광법은 행성이 항성을 돌면서 미묘하게 항성을 흔드는 것을 감지하는 기술이다.

## 공전 궤도 및 질량
히파르코스 위성이 측성학적 관측법을 이용해 구한 허큘리스자리 14 b의 궤도경사각은 우리 시선 방향에 대해 155.3도였다. 여기에 따르면 b의 실제 질량은 목성의 11.1배로, 중수소 융합이 가능한 수준 바로 아래 정도 된다.(이는 가스 행성과 갈색 왜성의 경계선 근처이다) 그러나 이후 관측을 통해 히파르코스 위성 자료는 공전 궤도 기울기를 확정할 정도로 정교하지 않은 것으로 드러났다. 따라서 현 상황에서 정확한 행성의 궤도 기울기는 알려져 있지 않다. 허블 우주 망원경이 b의 궤도경사각을 측성학적 방법을 이용하여 계속 측정하고 있다. 측성학자들은 2009년 중순 연구 결과를 내놓을 수 있을 것으로 예상하고 있다.

## 사진 기록
허큘리스자리 14 항성계는 태양계로부터 비교적 가까우며, b 역시 허큘리스자리 14와 멀찍이 떨어져 있는 편이기 때문에 이 행성을 직접 사진으로 찍는 것은 충분히 가능한 도전 과제로 여겨져 왔다. 그러나 하와이주 마우나케아의 적응광학 CFHT 3.6미터 망원경을 이용하여 사진을 찍으려 했으나 실패했다. 연구진은 여기서 적어도 허큘리스자리 14 b가 적색 왜성이나 갈색 왜성은 아닌 것으로 추측했다. 질량이 큰 천체일수록 더 많은 내부열을 뿜으며 카메라에 감지되기도 더 쉽기 때문이다.

## 참고 문헌
1. 1 2 3 4  Wittenmyer, R. A., Endl, M., Cochran, W. D. (2007). “Long-Period Objects in the Extrasolar Planetary Systems 47 Ursae Majoris and 14 Herculis”. 《The Astrophysical Journal》 654 (1): 625 – 632. doi:10.1086/509110.
2. ↑  Mayor, M.;  외. (1998). 〈Searching for giant planets at the Haute-Provence Observatory, IAU Colloqu. 170〉.   (ed. Hearnshaw, J. B. and Scarfe, C. D.). 《Precise Stellar Radial Velocities》. San Francisco: ASP.
3. 1 2  Dominique Naef, Michel Mayor, Jean-Luc Beuzit, Christian Perrier, Didier Queloz, Jean-Pierre Sivan, Stephane Udry. “Extrasolar Planetary Systems or Spectroscopic Binaries? Discrimination using Spectral Line Properties”. 2011년 5월 18일에 원본 문서에서 보존된 문서. 2009년 6월 14일에 확인함.
4. ↑  Pourbaix, D. and Arenou, F. (2001). “Screening the Hipparcos-based astrometric orbits of sub-stellar objects”. 《Astronomy and Astrophysics》 372: 935 – 944. doi:10.1051/0004-6361:20010597.
5. ↑  G., Fritz Benedict; Barbara E., McArthur; Jacob L., Bean (2008). “HST FGS astrometry - the value of fractional millisecond of arc precision”. arXiv:0803.0296v1 [astro-ph].
6. ↑  “14 Herculis: A new extrasolar planet discovered at the Haute Provence Observatory”. 2007년 7월 2일에 원본 문서에서 보존된 문서. 2009년 6월 14일에 확인함.